# Сборник Пермского земства
Сборник Пермского земства — периодическое издание, издававшееся в городе Пермь (Пермская губерния, Россия) губернской земской управой. Основано известным краеведом и историком Дмитрием Дмитриевичем Смышляевым в 1872 году. Сначала выходило в неопределенные сроки, с 1884 года — по 2 раза в месяц, а с 1890 года — 6 раз в год.
Должность редактора занимали: Д. Д. Смышляев, И. В. Вологдин, Ал. Суворов, А. Малеев, К. Пермяков.